# Kamienica przy ul. Paderewskiego 4 w Bydgoszczy
Kamienica przy ul. Paderewskiego 4 w Bydgoszczy – kamienica, znajdująca się w Bydgoszczy, po wschodniej stronie ul. Paderewskiego (nr 4). Jeden z najciekawszych budynków mieszkalnych w mieście, a zarazem jeden z najlepszych przykładów secesji w mieście.
Dom zaprojektowany został przez Rudolfa Kerna w stylu secesyjnym, na zlecenie Maxa Eichenberga. Budynek wyróżnia ciekawa, niesymetryczna bryła, powstała z połączenia falujących szczytów, wykuszy, balkonów, loggii, wieżyczki i okien o zróżnicowanym kształcie. Uwagę zwracają fantazyjne, zgeometryzowane kształty elementów kutych (np. secesyjne klamki, balustrada balkonu nad wykuszem od strony ulicy) oraz znajdujące się na elewacji ornamenty ze stylizowanych masek kobiet, ryb, żab oraz owadów i roślin (kwiatów).
W 1907 z uwagi na prezentację obiektu w branżowym czasopiśmie o budownictwie i architekturze, stał się on przedmiotem zainteresowania środowisk architektonicznych Niemiec.

## Przypisy

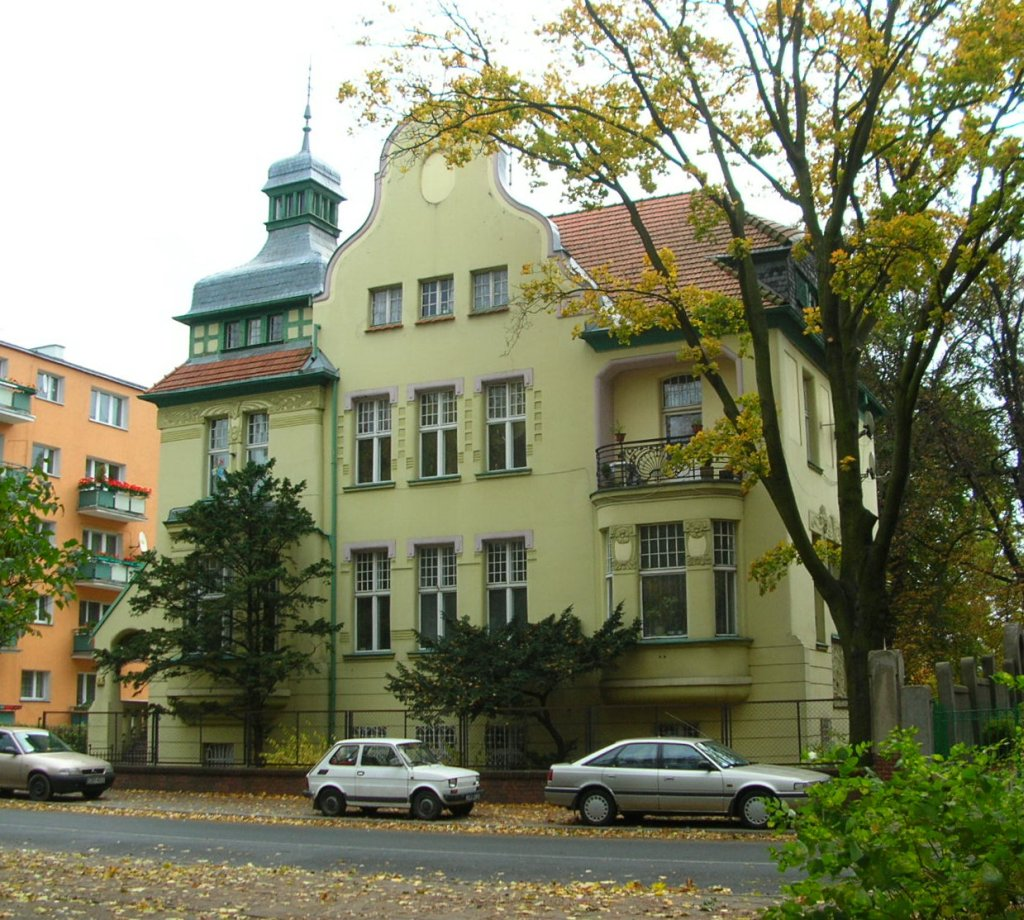
Kamienica ul. Paderewskiego 4

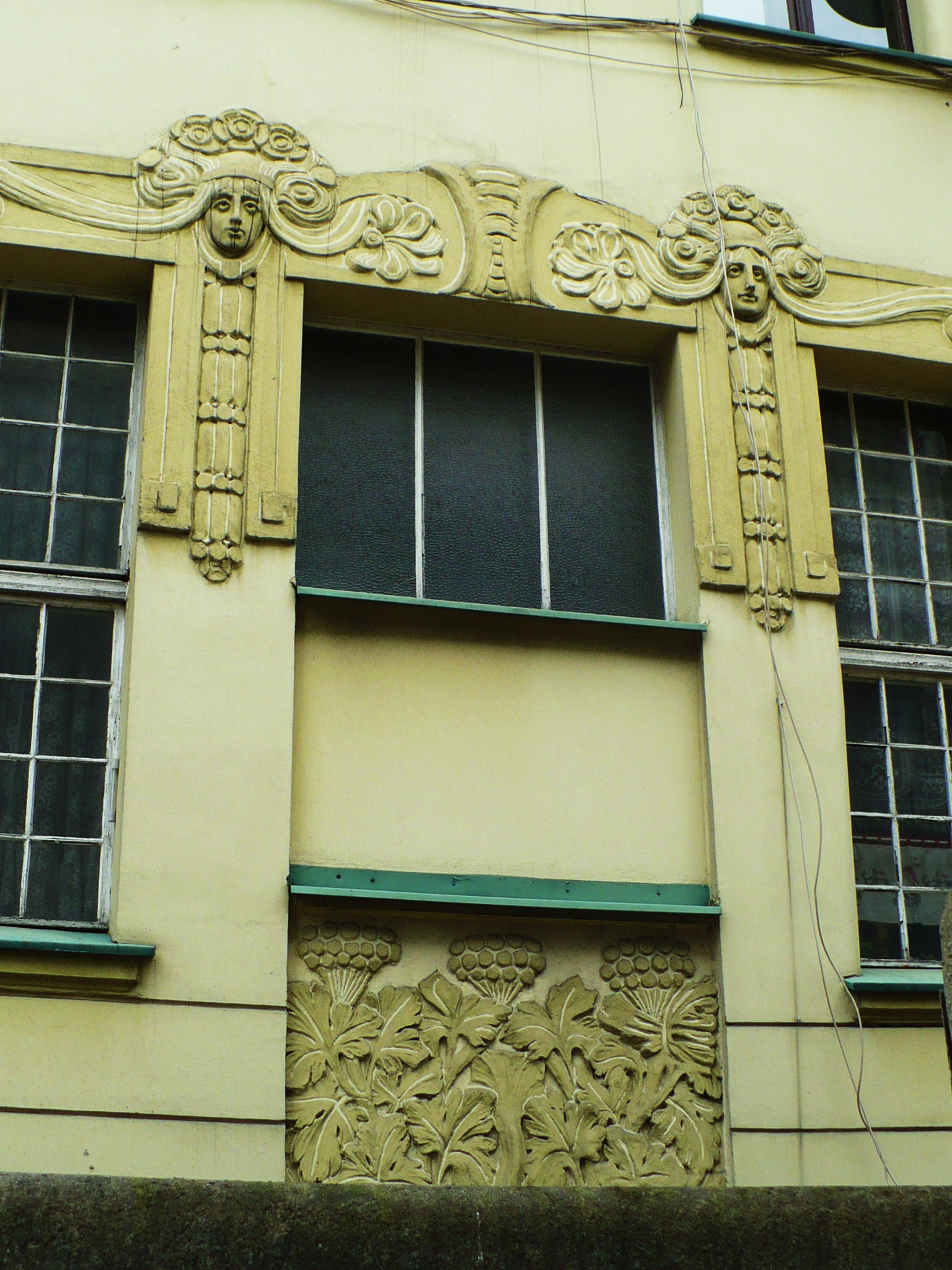
Secesyjne reliefy na budynku